# 자발적 무자녀
자발적 무자녀 (voluntary childless) 또는 무자녀(childfree)는 자녀를 갖지 않기로 하는 자발적 선택을 의미한다.
대부분의 사회와 인류 역사에서 아이를 갖지 않기로 선택하는 것은 어려운 일이자 바람직하지 않은 일이었다. 그러나 노후에 가족이 아닌 정부에서 지원을 제공하게 되고, 신뢰할 수 있는 피임법이 만들어지면서 아이를 낳지 않는 것은 공동체에서 무시당할 수도 있으나 선택 가능한 한 방법이 됐다.

## 이유
No Kids: 40 Reasons For Not Have Children 의 저자인 Corinne Maier와 같은 자발적 무자녀 지지자들은 그들의 견해에 대한 다양한 이유를 제시한다.

### 개인 및 사회적
- 단순히 아이를 원치 않는 경우[7][8][9] 자발적 무자녀를 택한 이들 가운데서는 자신들이 이러한 삶의 방식을 택한 이유를 정당화하려고 할 필요가 없다고 주장하는 경우도 있다.[3]
  - 효과적인 피임법이 생기며 아이를 낳지 않겠다는 판단이 더욱 쉬워졌다.[10][11]
- 아이를 가지는 것에 대한 불확실한, 혹은 양가적인 감정[12][13]
- 부모가 아이를 가진 것에 대해 후회하는 말을 듣는 경우[1][2][3][5][14]
  - 부모가 되는 것이 기쁘고 즐겁다는 말은 기억 왜곡과 애착 때문이라고 주장하는 사람들도 있다.[15]
- 아이를 가지지 않은 사람들이 긍정적인 태도를 보이고 후회하지 않는 것을 보는 경우[7][12][16]
- 부모가 되는 것은 내 선택이라는 것을 안 경우[17]
- (사람마다 그 정도는 다르지만) 삶의 질 하락[15]
- 아이가 없을 때 생길 수 있는 다른 삶의 가능성[13]
- 자기 유전자나 가계를 잇는다는 것을 별로 바라지 않는 경우[4][3][5][9]
  - 아동학대를 당한 사람의 경우, 자기 부모의 유전자를 가진 아이를 낳는다는것에 대해 망설이는 경우가 있다.[18][19]
- 파트너가 없거나 결혼하는 데에 어려움이 있는 경우[20]
  - 중국과 같이 혼외 자녀가 아주 드문 국가에서 이런 분위기가 필요하다.[20]
- 일반적인 실존적 고민[7][14]
  - 세계 정치나 상태에 대한 고민과 불안[21]
- 아이를 기르는 데에 자신의 자유와 독립성이 침해되길 원치 않는 경우[2][4][5][6][22]
  - 현재의 삶의 방식을 포기하고 싶지 않은 경우[23]
  - 아이가 없을 때 좀 더 커리어를 쌓거나, 빨리 은퇴하거나, 기부에 돈을 더 쓰거나, 레저 활동을 즐기거나, 공동체에서 더 적극적으로 활동하는 등 여러 가지 다른 삶의 방식을 선택할 수도 있다.[24][25]
- 대부/대모가 되거나 친척의 아이를 키우는 것을 돕는 경우[10][12]
- 인간관계가 악화될 수 있음[7][16][26][27]
- 자녀를 가지는 것보다 다른 동물 키우기를 선호하는 경우[2][28][29]
- 자녀 양육보다는 자기계발을 추구하는 경우[6][7]
  - 자신의 필요와 욕구가 다른 사람에게 종속되기를 원치 않는 경우[6]
- 자신의 일이나 사생활에 방해가 되길 원치 않는 경우[2]
  - 경력 쌓기를 원하거나 지적 성취에 대한 욕구가 있어, 부모가 되길 원하지 않음[1][2][3][14]
  - 아기가 밤마다 울면서 수면에 오래 동안 방해가 될 수 있기 때문[2][4][3]
  - 아이가 어지럽힌 것을 치우고 싶지 않음[4][5]
- 어린이 특유의 언행을 좋아하지 않음[1][2][5]
  - 아이를 통제하기 힘들 것이라는 불안[6]
- 이전 관계에서 파트너가 이미 자녀를 가지고 있어, 추가로 자녀가 필요하지 않은 상황[2]
- 양육 관계의 안정성에 대한 불안함, 관계에 악영향이 될 가능성, 아이가 일으킬 수 있는 여러 어려움[2][3][6][7]
  - 파트너가 자녀를 원치 않는 경우[8]
  - 성적 활동이 줄어들 것이라는 우려[1][30]
  - 자녀로 인한 스트레스가 장기간의 관계나 결혼 생활에 위험이 될 수 있다.[1][31][7]
- 피임이 발전하며 임신할 필요 없이 성적 활동이 가능해짐[2][3][4]
- 임신이 여성의 몸에 미치는 영향에 대한 우려[32] (체중 증가, 튼살, 유방 처짐, 얼굴의 색소 침착, 골반 근육이 약해지며 여성과 여성의 성적 파트너 모두의 성적 쾌락 감소, 치핵, 요실금 등)[33] death,[34]
- 현대 사회의 육아에 관한 완벽주의적인 태도에 대한 거부감[1]
  - 사회가 발전하면 할수록, 자녀 1인당 부모가 투자해야 할 것이 늘어나며 출산율은 감소하는 것이 일반적이다.[35]
- 아이에게 헌신하고 싶지 않음[1]

### 경제 및 문화적
- 일부 사람들이 아이를 낳지 않으면 국가 경제가 위험에 처한다는 주장에 대한 거부[5]
- 국가 경제를 지원하기 위해 실제로 자녀를 둔 부모는 거의 없다는 믿음[5]
- 세금과 부채의 부담[36]
  - 일부에서는 연금과 같은 복지 프로그램을 지원하기 위해 세금을 내야 하는 것을 언급할 때 "임금 노예"라는 용어를 사용한다.[37]
  - 미국의 밀레니얼 세대와 Z 세대 사이에서 심각한 문제인 학자금 부채는 많은 사람들이 자녀를 갖지 못하게 한다.[38]
- 정체되거나 떨어지는 임금[36] 과 동시에 높은 생활비[14]
- 사회가 산업화되고 도시화됨에 따라 자녀 양육 비용 상승[36]
  - 농업 사회에서 아이들은 노동의 원천이며 따라서 가족의 수입원이다. 그러나 농업이 아닌 다른 산업으로 이동하고 더 많은 사람들이 도시로 이주함에 따라 아이들은 부모 자원의 순 흡수원이 된다. 이를 (첫 번째) 인구통계학적 전환 이라고 한다.[36]
- 일이 바빠서[39]
- 자녀 양육 비용을 지불할 의지가 없다.[6][8] 예를 들어, 네덜란드 통계청 과 국립예산정보원(Nibud)에 따르면 자녀 양육 비용은 출생부터 18세까지 평균 120,000유로, 2019년 현재 가처분 소득의 약 17%[40][41]
  - 양육비를 감당할 수 없다[6]
  - 육아를 주선하거나 비용을 지불하기 어려움[8][39]
  - 육아휴직이 없거나 너무 짧다[28][39]
  - 비싼 (고등) 교육[36]
  - 지원 네트워크가 없는 경우, 특히 편부모이거나 편부모 가 될 위험이 있는 경우
- 역병이나 경기 침체의 시대에 살면서[14]
- 아동에 대한 문화적 태도 변화( 두 번째 인구학적 전환으로 알려짐)[36]
  - 여성 해방, 교육, 노동력 참여 증가의 결과[36]
    - 여성은 더 이상 경제적 안정을 위해 결혼하고 아이를 낳을 필요가 없다[20]

  - 전통적이고 공동체적인 가치에서 표현적인 개인주의로의 전환[42]
    - 서구에서 1960년대와 1970년대 반문화 운동이나 페미니스트 운동 지지자들은 일반적으로 자녀가 없었다[43]

  - 출산이 선택이라는 인식 증가[7]
  - 전통적인 성 역할에 대한 지원 감소[7] 그리고 사람들이 완전[7] 또는 성공[3]
- 그러한 보살핌으로 자녀에게 부담을 지우고 싶지 않거나, 조기 사망으로 자녀를 고아(너무 어린 나이에) 고아로 만들거나 임종 시 너무 많은 슬픔을 안겨주는 상황을 방지하기 위해[2][3]
- 늙거나 임종 직전에 자녀를 돌볼 필요가 없음
  - 현대 복지 국가 에서 돌봄을 받을 수 있다( 양로원 설립 포함)[2][3]
  - 자녀가 없으면 은퇴를 위해 더 많은 돈을 저축할 수 있다.[22]
  - 자녀를 갖는 것은 부모-자식 관계에 대한 보장된 안전망이 아니다[27]
- 상속 재산을 자녀에게 나누어주지 않고 자신이 선택한 자선 단체에 기부할 수 있는 능력[5]
- 어린이에 비해 반려동물에 대한 관심과 구매력이 더 높음[7][28]

### 철학적
- 단순히 아이를 갖고 싶지 않은[7][8][9] 이런 라이프스타일의 지지자들 그들이 아이를 원하지 않는 이유를 변명해서는 안 된다고 생각한다[3]
  - 효과적인 피임이나 불임수술은 자발적으로 아이를 낳지 않는 선택을 더 쉽게 할 수 있게 만든다[10][11]
- 아이를 갖는 것에 대한 불확실하거나 양면적인 감정[12][13]
- 아이를 낳은 것에 후회하는 사람들의 증사[1][2][3][5][14]
- 아이를 갖지 않기로 선택한 사람들이 선택에 후회하지 않고 긍정적인 태도[7][12][16]
- 아이를 갖지 않기로 삶의 개발에 대한 다른 가능성[13]
- 가족의 혈통을 이어받거나 유전자를 물려주고 싶은 욕구의 부족[4][3][5][9]

- 특히 인간 인구 과잉 시대에 일부 사람들이 번식하지 않으면 전체 인간 종의 생존이 위험에 처해 있다는 주장을 거부한다[44]
  - 인간의 멸종을 막기 위해 극소수의 부모만이 실제로 자녀를 갖는다는 믿음[44]
- 약탈 행위를 통해 그들 사이에 해를 입히는 방식과 마찬가지로 인간 존재가 다른 종에게 고통을 준다는 견해[45]
- 번식하지 않음으로써 인구 과잉 과 그 영향에 대응[2][5][7][46]
  - 기후 변화, 지구 온난화, 오염, 자원 부족 및 기근과 같은 인구 증가, 난민 위기 및 그에 따른 인종 갈등 과 같은 인도주의적 위기, 생물 다양성 손실 또는 대량 멸종을 포함한 인간 활동의 환경 영향에 대한 우려[3][6][14][47]
  - 예를 들어, 연비가 개선된 자동차를 소유하거나, 백열 전구를 에너지 효율이 더 높은 모델로 교체하거나, 비행기 여행을 피하거나, 포괄적인 재활용을 실천하거나, 채식을 채택하는 것과 비교하여 자녀가 한 명 적으면 이산화탄소 배출량이 크게 감소한다는 믿음[48][49][47]
  - 문명의 붕괴 에 대한 걱정[46]
- 인간 중심주의에 대한 반대[50]와 깊은 생태학에 대한 믿음, 또는 인간이 아닌 생명을 우선시[37][47]
- 호모 사피엔스 의 궁극적인 멸종 지원[50][45][37]
  - 인류의 자발적인 절멸은 전적으로 비극이 아니라[45] 공감과 고귀함의 행위가 될 것이라는 의견[50]

## 통계 및 연구

### 일반적인
심리학자 Ellen Walker는 Psychology Today 에서 자발적 무자녀의 라이프스타일이 2014년 트렌드가 되었다고 주장했다.

### 아시아

#### 중국
중국에서는 생활비 또는 대도시에 생활하려고 집을 마련하는 비용은 결혼에 심각한 장애가 될 수 있다.
북아메리카

#### 캐나다
BBC는 2010년에 자녀가 없는 40대 캐나다 여성의 약 절반이 어릴 때부터 자녀를 갖지 않기로 결정했다고 보도했다.

#### 미국
1950년대에 아이가 없는 미국 성인이 되는 것은 드문 일로 여겨졌다.

### 오세아니아

#### 뉴질랜드
뉴질랜드 통계청은 아이가 없는 여성의 비율이 1996년 10% 미만에서 2013년 약 15%로 증가했다고 추정했다.

## 자발적 무자녀에 대한 사회적 태도
사회의 대부분 사람들은 성인이 되어서도 부모의 역할에 높은 가치를 두기 때문에 자녀가 없는 사람들은 때때로 사회적 책임을 회피하고 있고 다른 사람을 도울 준비가 덜 된 "개인주의적" 사람들로 고정관념을 갖고 있다.

### 페미니즘
페미니스트 작가 Daphne DeMarneffe는 더 큰 페미니스트 문제를 현대 사회에서 모성의 평가 절하와 모성에서의 "모성 욕망" 및 즐거움의 비합법화와 연결했다.

### 인구 과잉
산업화가 시작된 이후 인구가 크게 증가하여 많은 사람들이 인구 과잉이 심각한 문제라고 믿게 되었으며 일부는 근로 소득 세액 공제 (미국)와 같은 무료 자녀 양육 보조금에 대해 느끼는 공정성에 의문을 제기했다. 모든 납세자가 지불하는 K-12 교육, 가족 병가 및 기타 프로그램. 그러나 다른 사람들은 인구 과잉이 그 자체로 문제라고 생각하지 않는다. 과밀, 지구 온난화, 식량 공급 압박과 같은 문제를 공공 정책 및 기술의 문제로 간주한다.

### 정부와 세금
일부는 자식이 있는 부모에게만 정부와 고용주가 인센티브(예: 자녀당 소득세 공제, 우대 결근 계획, 고용법 또는 특별 시설)를 제공하는 것이 본질적으로 차별적이라고 주장한다. 따라서 이를 제거, 축소하거나 다른 종류의 사회적 관계에 대해서도 이와 상응하는 인센티브 시스템을 제공해야 한다고 본다.

### 종교
유대교, 기독교, 이슬람교와 같은 아브라함 종교는 자녀 자신과 자녀의 결혼 생활 중심 위치에 높은 가치를 부여한다.

### 윤리적 이유
수필가 브라이언 토마식은 자신에게 집중할 수 있는 시간이 더 많아져 더 큰 창의성과 개인적인 야망을 탐구할 수 있게 되고, 따라서 자녀를 갖는 것보다 자신과 사회에 더 많은 이익이 되므로 사람들이 아이 없이 살아야 한다고 주장한다.

## 조직 및 정치 활동
아이를 낳지 않는 개인은 통합된 정치 또는 경제 철학을 반드시 공유하는 것은 아니며 대부분의 저명한 아동이 없는 조직은 본질적으로 사회적인 경향이 있다.

## 대중문화에서
- Emma Gannon 의 소설 Olive (2020)에는 자발적으로 자녀가 없는 여러 캐릭터가 포함되어 있다.[57][27]
- TV 시리즈 True Detective (2014–19)의 한 캐릭터는 반출생주의 철학을 옹호했다.[58]

## 같이 보기
- 임신중단권 운동
- 반출생주의
- 딩크족
- 존 B. 캘훈
- 고령화

## 참고문헌
1. 1 2 3 4 5 6 7 8 9  Saunders, Doug (2007년 9월 29일). “I really regret it. I really regret having children”. 《The Globe and Mail》 (Toronto). 2018년 10월 21일에 원본 문서에서 보존된 문서. 2019년 1월 14일에 확인함.
2. 1 2 3 4 5 6 7 8 9 10 11 12 13 14 15  Saskia Aukema (2016년 11월 13일). “Hoezo heb jij geen kinderen?”. 《Trouw》 (네덜란드어). 2021년 9월 22일에 원본 문서에서 보존된 문서. 2020년 5월 30일에 확인함.
3. 1 2 3 4 5 6 7 8 9 10 11 12 13 14 15  Stegeman, Lotte (2020년 5월 14일). “Waarom hebben zoveel mensen een kinderwens?” [Why do so many people have a desire to have children?]. 《Quest》 (네덜란드어). 2020년 5월 27일에 원본 문서에서 보존된 문서. 2020년 5월 30일에 확인함.
4. 1 2 3 4 5 6 7  Sebastiaan van de Water (2020년 3월 20일). “Zijn er nu meer mensen die geen kinderen willen dan vroeger?”. 《Quest》 (네덜란드어). 2020년 5월 29일에 원본 문서에서 보존된 문서. 2020년 5월 30일에 확인함.
5. 1 2 3 4 5 6 7 8 9 10 11 12  Tobias Leenaert (2015년 9월 2일). “Kindvrij vs kinderloos”. 《Mondiaal Nieuws》 (네덜란드어). 2016년 11월 1일에 원본 문서에서 보존된 문서. 2020년 5월 30일에 확인함.
6. 1 2 3 4 5 6 7 8 9  Bodin, Maja; Plantin, Lars; Elmerstig, Eva (December 2019). “A wonderful experience or a frightening commitment? An exploration of men's reasons to (not) have children”. 《Reproductive Biomedicine & Society Online》 (ScienceDirect) 9: 19–27. doi:10.1016/j.rbms.2019.11.002. PMC 6953767. PMID 31938736.
7. 1 2 3 4 5 6 7 8 9 10 11 12 13 14  Patel, Arti (2017년 12월 10일). “People who don't want kids: 'There's never been a day where I've regretted my decision'”. 《CBC》. 2021년 3월 17일에 확인함.
8. 1 2 3 4 5  Arie de Graaf (2004년 5월 24일). “Childlessness and education level” (네덜란드어). Statistics Netherlands. 2020년 6월 12일에 원본 문서에서 보존된 문서. 2020년 5월 31일에 확인함.
9. 1 2 3 4  Tucker, Eleanor (2014년 11월 8일). “I used to judge childfree women”. 《The Guardian》. 2021년 3월 17일에 확인함.
10. 1 2 3 4  Paola Buonadonna, Vibeke Venema, Megan Lane (2010년 7월 29일). “The women who choose not to be mothers”. 《BBC News》. 2020년 12월 7일에 원본 문서에서 보존된 문서. 2020년 5월 31일에 확인함.
11. 1 2  Fleming, Amy (2018년 6월 20일). “Would you give up having children to save the planet? Meet the couples who have”. 《The Guardian》. 2021년 3월 25일에 확인함.
12. 1 2 3 4 5  《Time》. |제목=이(가) 없거나 비었음 (도움말)
13. 1 2 3 4  Culhane, John (2017년 5월 24일). “For Many Queer Adults, Parenting Still Isn't Part of the Picture”. 《Slate》. 2021년 3월 25일에 확인함.
14. 1 2 3 4 5 6 7  Cain, Sian (2020년 7월 25일). “Why a generation is choosing to be child-free”. 《The Guardian》. 2021년 3월 9일에 확인함.
15. 1 2  Bloom, Paul (2021년 11월 2일). “What Becoming a Parent Really Does to Your Happiness”. 《The Atlantic》. 2022년 7월 19일에 원본 문서에서 보존된 문서. 2023년 5월 5일에 확인함.
16. 1 2 3  Scott, Kellie (2020년 12월 16일). “Undecided about having kids? Reading this might help”. 《ABC (Australia)》. 2021년 3월 25일에 확인함.
17. ↑  Miller, Sandra Caine (2018년 7월 23일). “They Didn't Have Children and, Most Said, They Don't Have Regrets”. 《The New York Times》. 2018년 10월 14일에 원본 문서에서 보존된 문서. 2023년 5월 4일에 확인함.
18. ↑  Matthews, Elise J.; Desjardins, Michel (2020년 11월 1일). “The Meaning of Risk in Reproductive Decisions after Childhood Abuse and Neglect”. 《Journal of Family Violence》 (영어) 35 (8): 793–802. doi:10.1007/s10896-019-00062-2. ISSN 1573-2851. S2CID 149446087. 2022년 9월 15일에 확인함.
19. ↑  Italie, Leanne (2022년 8월 30일). “Gen Z, millennials take a pass on raising the next generation”. Associated Press. 2023년 5월 4일에 확인함.
20. 1 2 3  Gan, Nectar (2021년 1월 30일). “Chinese millennials aren't getting married, and the government is worried”. 《CNN》. 2021년 2월 1일에 확인함.
21. ↑  Williams, Alex (2021년 11월 20일). “To Breed or Not to Breed?”. 《The New York Times》. 2022년 3월 11일에 원본 문서에서 보존된 문서. 2023년 4월 7일에 확인함.
22. 1 2  Friedman, Danielle (2017년 7월 14일). “Why Some Women Don't Want Kids, Childless by Choice”. 《The Daily Beast》. 2020년 12월 16일에 원본 문서에서 보존된 문서. 2021년 3월 17일에 확인함.
23. ↑  Ibbetson, Connor (2020년 1월 9일). “Why do people choose to not have children?”. 《YouGov》. 2021년 3월 25일에 확인함.
24. ↑  Segarra, Marielle (2023년 4월 17일). “So you don't want kids. How to build a child-free life”. 《NPR》. 2023년 4월 17일에 확인함.
25. ↑  Ermey, Ryan (2022년 10월 25일). “If you're not planning to have kids, you can rethink 'the whole foundation' of your financial plan”. 《CNBC》. 2023년 4월 9일에 확인함.
26. ↑  The Hidden Cost of Motherhood 보관됨 2018-11-03 - 웨이백 머신. The Sydney Morning Herald. April 16th, 2018.
27. 1 2 3  “Emma Gannon: I'm made to feel guilty for not having children”. 《BBC》. 2021년 3월 17일에 확인함.
28. 1 2 3  Leggate, James (2020년 11월 6일). “More pets than children in Taiwan as birthrate drops, report indicates”. 《Fox News》. 2021년 3월 7일에 확인함.
29. ↑  Choi, Hayoung; Park, Minwoo (2019년 1월 24일). “Like a son but cheaper: harried South Koreans pamper pets instead of having kids”. 《Reuters》. 2019년 1월 31일에 원본 문서에서 보존된 문서. 2023년 4월 21일에 확인함.
30. ↑  《na》. ISBN 9780549512509. 2018년 4월 4일에 확인함 – Google Books 경유.
31. ↑  Wallace, Kelly (2016년 12월 6일). “Are people without kids happier? Studies offer mixed picture”. 《CNN》. 2023년 5월 5일에 확인함.
32. ↑  Layhe, Ellie (2018년 9월 13일). “Pregnancy phobia is being 'driven by social media'”. 《BBC Radio》. 2021년 3월 17일에 확인함.
33. ↑  Altman, Daniel; Ekström, Åsa; Gustafsson, Catharina; López, Annika; Falconer, Christian; Zetterström, Jan (2006). “Risk of Urinary Incontinence After Childbirth”. 《Obstetrics & Gynecology》 108 (4): 873–878. doi:10.1097/01.AOG.0000233172.96153.ad. PMID 17012448. S2CID 23797296.
34. ↑  Christian, Parul; Katz, Joanne; Wu, Lee; Kimbrough-Pradhan, Elizabeth; Khatry, Subarna K.; Leclerq, Steven C.; West, Keith P. (2008). “Risk factors for pregnancy-related mortality: A prospective study in rural Nepal”. 《Public Health》 122 (2): 161–172. doi:10.1016/j.puhe.2007.06.003. PMC 2367232. PMID 17826810.
35. ↑  University College London (2008년 2월 17일). “Increased Life Expectancy May Mean Lower Fertility”. 《Science Daily》. 2021년 3월 17일에 확인함.
36. 1 2 3 4 5 6 7  Perry, Sarah (2014년 7월 8일). “Children aren't worth very much - that's why we no longer make many”. 《Quartz》. 2021년 2월 26일에 원본 문서에서 보존된 문서. 2021년 3월 7일에 확인함.
37. 1 2 3  Knight, Les (2020년 1월 10일). “I campaign for the extinction of the human race”. 《The Guardian》 (London). 2020년 1월 10일에 원본 문서에서 보존된 문서. 2020년 10월 30일에 확인함.
38. ↑  Leanne, Italie (2022년 8월 30일). “Gen Z, millennials speak out on reluctance to become parents”. 《Associated Press》. 2022년 8월 30일에 확인함.
39. 1 2 3  Trung, Son; Nguyen, Quy (2020년 1월 7일). “Overworked Saigon women have no time to have babies”. 《VN Express》. 2020년 3월 17일에 확인함.
40. ↑  Kaj van Arkel (2017년 10월 26일). “Wat kost een kind?”. 《Algemeen Dagblad》 (네덜란드어). 2020년 10월 12일에 원본 문서에서 보존된 문서. 2020년 5월 30일에 확인함.
41. ↑  “Hoeveel kost een kind tot zijn achttiende?”. 《Quest》 (네덜란드어). 2019년 5월 28일. 2020년 5월 30일에 원본 문서에서 보존된 문서. 2020년 5월 30일에 확인함.
42. ↑  Kaufmann, Eric (2013). 〈Chapter 7: Sacralization by Stealth? The Religious Consequences of Low Fertility in Europe〉.   Kaufmann, Eric; Wilcox. 《Whither the Child? Causes and Consequences of Low Fertility》. Boulder, Colorado, United States: Paradigm Publishers. 135–56쪽. ISBN 978-1-61205-093-5.
43. ↑  Longman, Phillip (2009년 10월 20일). “The Return of Patriarchy”. 《Foreign Policy》. 2020년 11월 1일에 확인함.
44. 1 2  Janan Ganesh (2019년 9월 20일). “Parenthood should be taken off its pedestal”. 《Financial Times》. 2020년 9월 26일에 원본 문서에서 보존된 문서. 2020년 5월 31일에 확인함.
45. 1 2 3  May, Todd (2018년 12월 17일). “Would Human Extinction Be a Tragedy?”. 《The New York Times》. 2021년 2월 16일에 원본 문서에서 보존된 문서. 2021년 3월 17일에 확인함.
46. 1 2  Angeloni, Alice (2019년 7월 14일). “New Zealand couples concerned for planet choose childless futures”. 《Stuff》. 2021년 3월 7일에 확인함.
47. 1 2 3  Schneider-Mayerson, Matthew; Leong, Kit Ling (2020년 11월 17일). “Eco-reproductive concerns in the age of climate change”. 《Climatic Change》 (영어) 163 (2): 1007–1023. Bibcode:2020ClCh..163.1007S. doi:10.1007/s10584-020-02923-y. ISSN 0165-0009. 2021년 1월 18일에 원본 문서에서 보존된 문서. 2020년 11월 23일에 확인함.
48. ↑  Should We Be Having Kids In The Age Of Climate Change? 보관됨 2020-09-07 - 웨이백 머신. NPR. August 18, 2016.
49. ↑  Having children is one of the most destructive things you can to do the environment, say researchers 보관됨 2020-10-14 - 웨이백 머신. The Independent. July 12, 2017.
50. 1 2 3  “Sui genocide”. 《The Economist》. 1998년 12월 17일. 2021년 3월 17일에 확인함.
51. ↑  Cohen, Patricia (2010년 6월 12일). “Long Road to Adulthood Is Growing Even Longer”. 《The New York Times》. 2019년 4월 5일에 원본 문서에서 보존된 문서. 2017년 9월 17일에 확인함.
52. ↑  “Childless By Choice – childless couples an emerging demographic – Statistical Data Included”. 《American Demographics》. 2001년 11월 1일. 2005년 7월 2일에 원본 문서에서 보존된 문서. 2006년 12월 12일에 확인함.
53. ↑  Collins, Simon (2015년 6월 29일). “The rise of childless couples - are Kiwis leaving it too late?”. 《New Zealand Herald》. 2021년 3월 9일에 확인함.
54. ↑  Burkett, Elinor (c. 2000). “The baby boon: how family-friendly America cheats the childless”. New York: Free Press. ISBN 0-684-86303-0.
55. ↑  “Overpopulation Myths”. 《Daily Policy Digest, International Issues》 (National Center for Policy Analysis). 1995년 10월 5일. 2006년 12월 3일에 원본 문서에서 보존된 문서. 2006년 12월 12일에 확인함.
56. ↑  Tomasik, Brian. “The Cost of Kids”. 2012년 8월 28일에 원본 문서에서 보존된 문서. 2013년 1월 10일에 확인함.
57. ↑  Hampson, Laura (2020년 7월 23일). “Emma Gannon on her debut novel, podcasting during a pandemic and starting the internet's coolest book club”. 《The Evening Standard》. 2020년 9월 2일에 원본 문서에서 보존된 문서. 2021년 3월 17일에 확인함.
58. ↑  Wolf, Chion (2020년 7월 9일). “You Didn't Ask To Be Here: Adventures In Antinatalism”. 《WNPR》. 2021년 3월 17일에 확인함.